# Айгустовы
Айгустовы — древний дворянский род.
Род внесён в дворянскую родословную книгу Воронежской, Тамбовской, Полтавской и Пензенской губерний.

## Происхождение и история рода
Согласно преданию происходит от литовского князя Айгуста, назначенного наместником в Псков (1270).
В течение XVI столетия постоянно упоминаются лица носящие фамилию Айгустовы, все они владели поместьями в Коломенском и Переслав-Залесском уездах.
Меньшик Григорьевич владел поместьем в Шелонской пятине (1539), зачислен в число московского дворянства (1550). Погребены в Троице-Сергиевой лавре: Тимофей Айгустов, в иночестве Тихон († 21 апреля 1541), инокиня Ефросиния († 1595), старец Гурий († 1597), старица Евникия († 1600), Иван Иванович в иночестве Илья († 1639), старец Симеон († 1644). По опричнине, во время пребывания царя Ивана IV Васильевича Грозного в Вологде, казнён нижегородец Данила Айгустов (1569), его имя записано в синодик опальных.
Вдова Якова — Федора с тремя детьми владела поместьем в Чухломском уезде (1628—1635). Богдан Замятин участвовал в Земском соборе (1642), в качестве выборного от Переславля-Залесского.
Савва Андреевич и Меркурий Айгустов участники защиты Троице-Сергиевой лавры, причём Меркурий был убит († 09 ноября 1608) и погребён там же. Все защитники получили от властей иконы, одна из них хранилась в роде Айгустовых и вернулась в обитель после смерти Михаила Алексеевича († 1903).
Шестнадцать представителей рода владели населёнными имениями (1699).

## Известные представители
- Айгустов Смышляй Степанович — луховицкий городовой дворянин (1627—1629).
- Айгустов Пётр Андреевич (Смышляев) — письменный голова, воевода в Тобольске (1632—1635).
- Айгустов Пётр Смышляев — московский дворянин (1636).
- Айгустов Борис Петрович — московский дворянин (1640), воевода в Зарайске (1650—1651).
- Айгустовы: Николай Богданович, Василий Иванович — московские дворяне (1692).
- Айгустов Степан Васильевич — стряпчий (1682), воевода в Тобольске (1684—1686).
- Айгустовы: Фёдор, Савва и Родион Васильевичи — стольники (1676—1692).
- Айгустов Савва Васильевич — стольник (1680—1692), генерал-лейтенант, принимал участие во всех военных походах Петра I[2][3][4].